# Luigi Nicora
Luigi Nicora (Milano, 13 settembre 1829 – Milano, 27 novembre 1890) è stato un vescovo cattolico italiano.

## Biografia
Luigi Nicora nacque il 13 settembre 1829 a Milano.

### Formazione e ministero sacerdotale
Nel capoluogo lombardo frequentò il seminario diocesano laureandosi in utroque iure ed entrando quindi nel clero milanese a partire dalla sua ordinazione nel 1852. Sino al 1882 fu parroco a Milano e da quell'anno sino al 1887 fu canonico del Duomo di Milano. Durante il periodo milanese fu anche direttore della rivista La Scuola Cattolica (1877-1888).

### Ministero episcopale

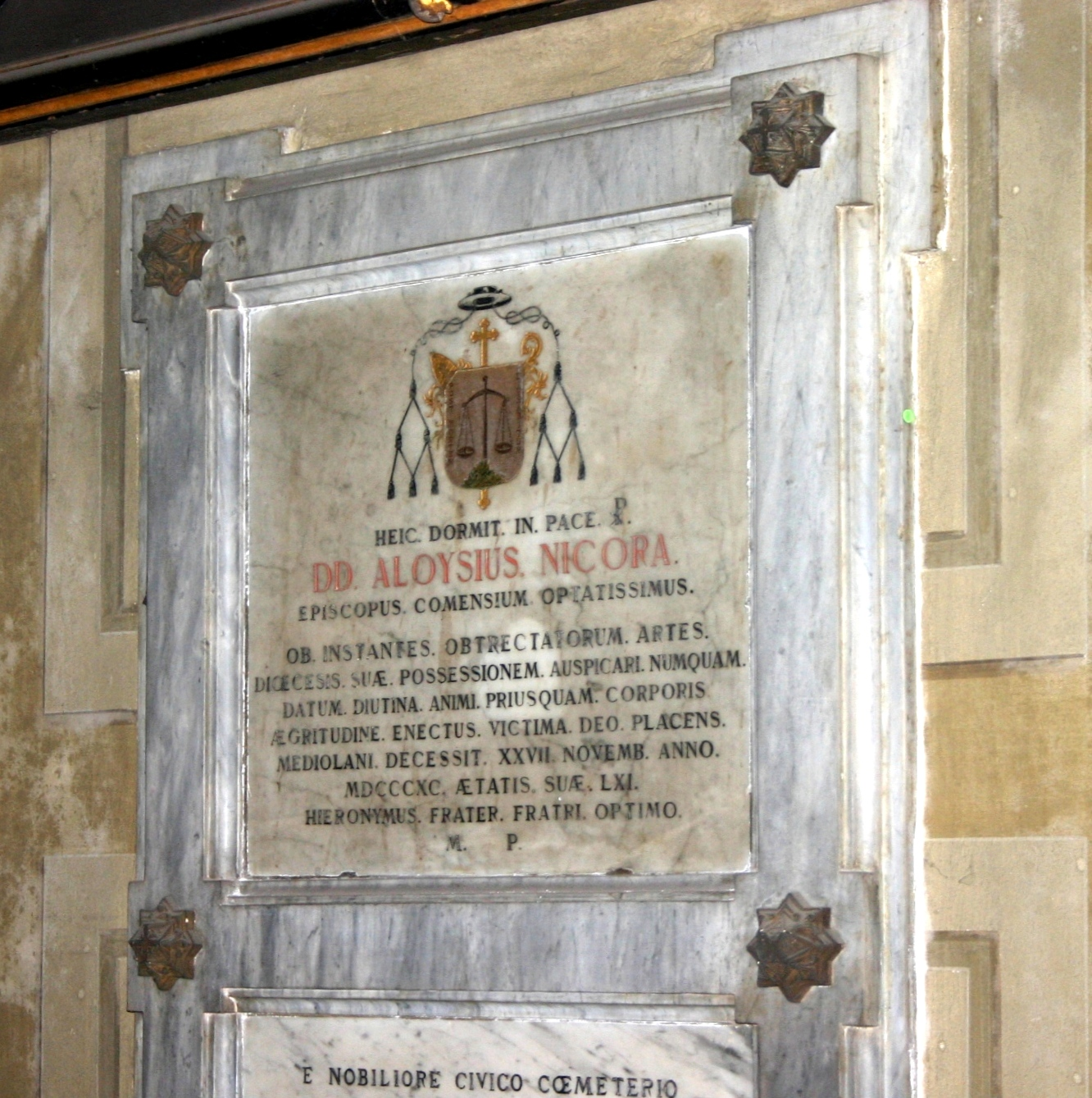
La lapide nella chiesa di Santa Maria della Passione a Milano.

Il 1º giugno 1888 venne eletto vescovo di Como e consacrato l'11 giugno successivo nella basilica dei Santi Ambrogio e Carlo al Corso a Roma, dal cardinale Lucido Maria Parocchi, co-consacranti l'arcivescovo Felix-Marie de Neckere e il vescovo Francesco Tavani.
La sua scelta venne stabilita dalla curia romana, ma non venne però avallata dallo stato che gli impedì di prendere possesso della diocesi perché lo giudicava filo-austriaco e strumento di propaganda antigovernativa ai danni di una diocesi influente in Lombardia come era quella di Como. Papa Leone XIII intervenne personalmente nella faccenda, ma preferì nicchiare per non creare tensioni inutili e la questione rimase irrisolta per i successivi tre anni, sino al decesso del Nicora che nel frattempo risiedeva a Milano.
Egli morì infatti a Milano il 27 novembre 1890. Nel ventiduesimo anniversario della scomparsa la sua salma fu traslata nella chiesa di Santa Maria della Passione, ove riposa ancora oggi.

## Genealogia episcopale
La genealogia episcopale è:
- Cardinale Scipione Rebiba
- Cardinale Giulio Antonio Santori
- Cardinale Girolamo Bernerio, O.P.
- Arcivescovo Galeazzo Sanvitale
- Cardinale Ludovico Ludovisi
- Cardinale Luigi Caetani
- Cardinale Ulderico Carpegna
- Cardinale Paluzzo Paluzzi Altieri degli Albertoni
- Papa Benedetto XIII
- Papa Benedetto XIV
- Papa Clemente XIII
- Cardinale Marcantonio Colonna
- Cardinale Giacinto Sigismondo Gerdil, B.
- Cardinale Giulio Maria della Somaglia
- Cardinale Carlo Odescalchi, S.I.
- Cardinale Costantino Patrizi Naro
- Cardinale Lucido Maria Parocchi
- Vescovo Luigi Nicora